# الهدم

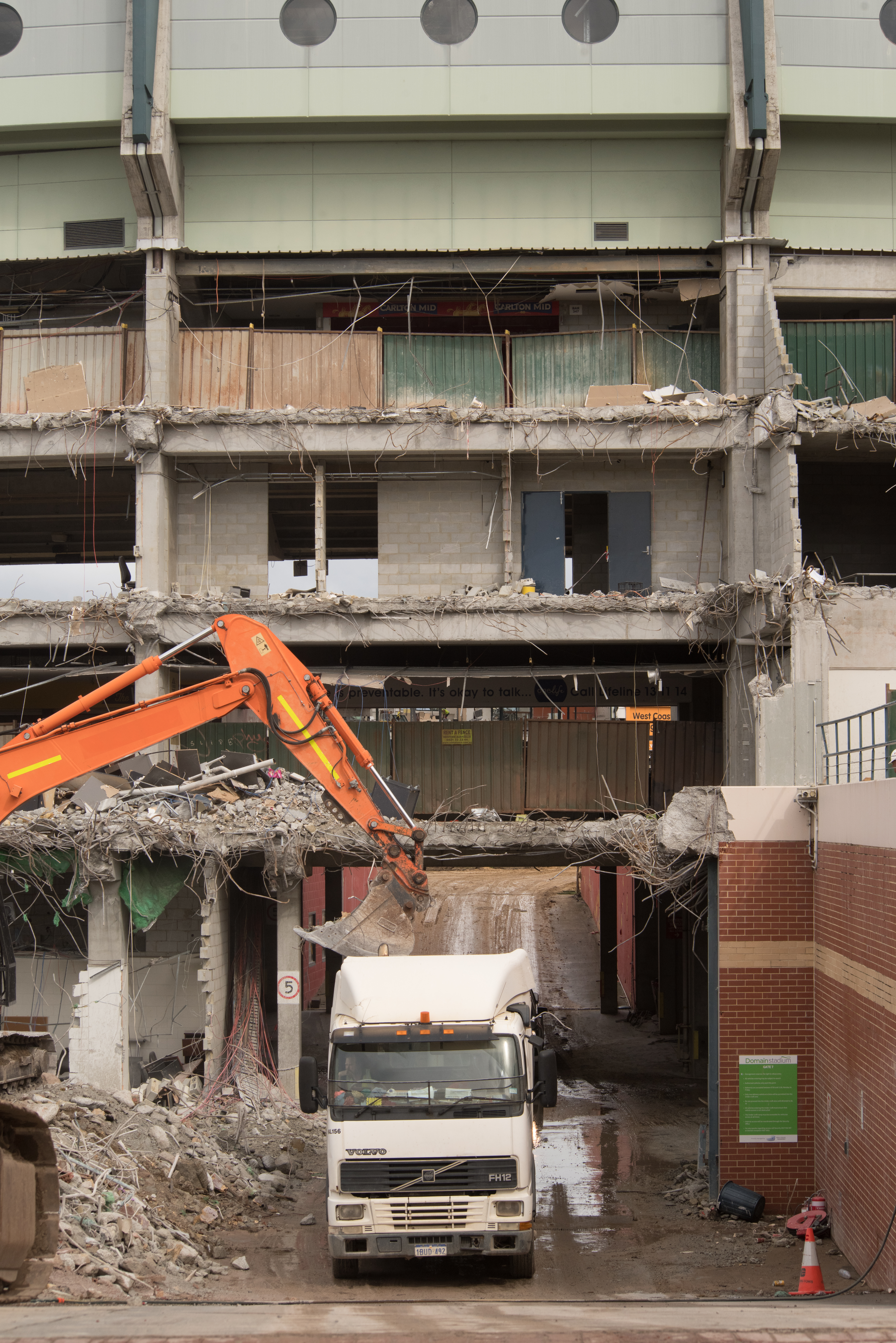

الهدم (المعروف أيضًا باسم التجريف، والهدم بالعربات، والتدمير) هو العلم والهندسة في هدم المباني والهياكل الاصطناعية الأخرى بأمان وكفاءة. يتناقض الهدم مع التفكيك، والذي يتضمن تفكيك المبنى مع الحفاظ بعناية على العناصر القيمة لأغراض إعادة الاستخدام.
بالنسبة للمباني الصغيرة، مثل المنازل، التي يبلغ ارتفاعها طابقين أو ثلاثة طوابق فقط، فإن الهدم عملية بسيطة إلى حد ما. يُهدم المبنى إما يدويًا أو ميكانيكيًا باستخدام معدات هيدروليكية كبيرة: منصات عمل مرتفعة، أو رافعات، أو حفارات، أو جرافات. قد تتطلب المباني الأكبر استخدام كرة هدم، وهي وزن ثقيل على كابل يتم تأرجحه بواسطة رافعة إلى جانب المباني. كرات الهدم فعالة بشكل خاص ضد البناء، ولكن يصعب التحكم فيها وغالبًا ما تكون أقل كفاءة من الطرق الأخرى. قد تستخدم الطرق الأحدث مقصات هيدروليكية دوارة وكسارات صخور صامتة متصلة بالحفارات لقطع أو اختراق الخشب والصلب والخرسانة. يعد استخدام المقصات شائعًا بشكل خاص عندما يكون القطع باللهب خطيرًا.
كان أطول مبنى مخطط لهدمه هو مبنى 270 بارك أفينيو المكون من 52 طابقًا في مدينة نيويورك، والذي بُني في عام 1960 وجرى هدمه في الفترة من 2019 حتى 2021 ليحل محله مبنى 270 بارك أفينيو الجديد.